# Représentations diplomatiques à Taïwan

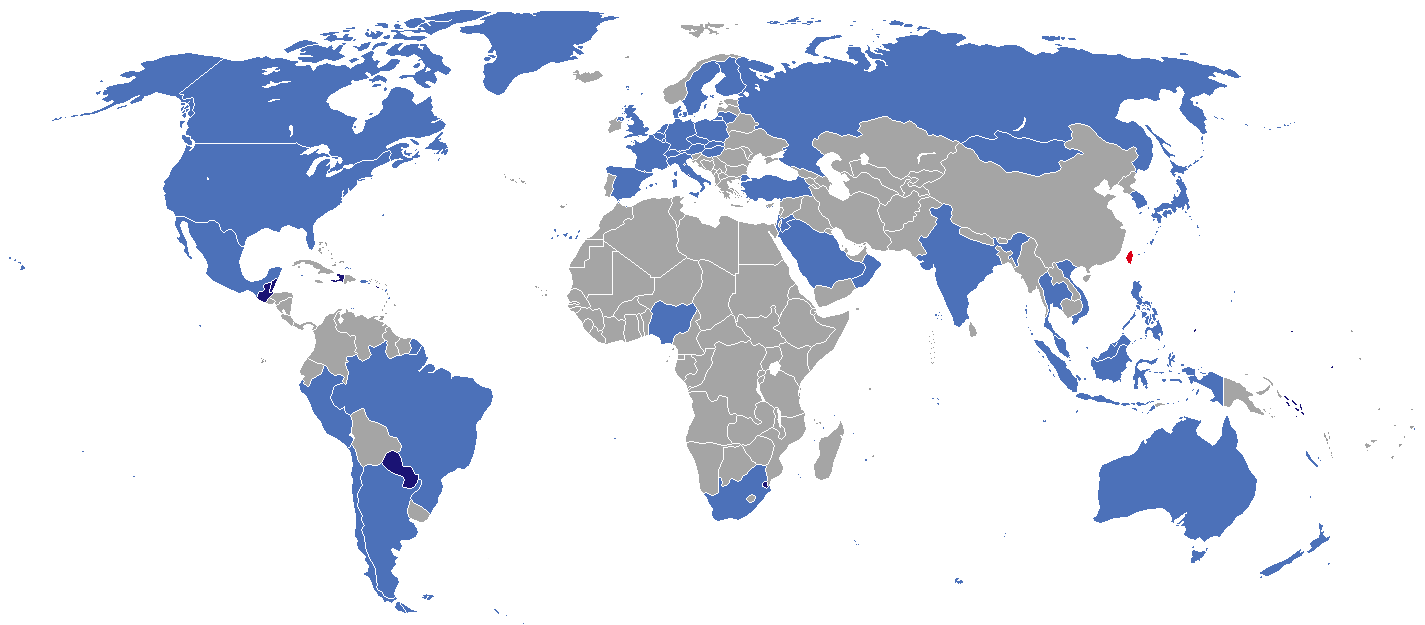
Représentations diplomatiques de la république de Chine.
Ambassades
Autres types de missions diplomatiques
République de Chine (Taïwan)

Les représentations diplomatiques à Taïwan consistent en les divers établissements basés sur son territoire, que ce soit des ambassades ou des bureaux de représentation, qu'entretient Taïwan avec les autres États du monde.

## Ambassades
Les ambassades suivantes sont basées à Taïwan :

### Afrique
- Eswatini, Taipei

### Amérique latine et Caraïbes
- Belize, Taipei
- Guatemala, Taipei
- Haïti, Taipei
- Paraguay, Taipei
- Saint-Christophe-et-Niévès, Taipei
- Sainte-Lucie, Taipei
- Saint-Vincent-et-les-Grenadines, Taipei

### Asie de l'Est et Pacifique
- Îles Marshall, Taipei
- Palaos, Taipei
- Tuvalu, Taipei

### Europe
- Saint-Siège[Note 1], Taipei

## Bureaux de représentation
Les bureaux de représentation suivants sont basés à Taïwan :

### Afrique
- Afrique du Sud, Liaison Office of South Africa, à Taipei
- Nigeria, Nigeria Trade Office in Taiwan, R.O.C., au Nouveau Taipei
- Somaliland, The Republic of Somaliland Representative Office in Taiwan, à Taipei

### Amérique du Nord
- Canada, Canadian Trade Office in Taipei, à Taipei
- États-Unis, American Institute in Taiwan, Taipei Office, à Taipei

### Amérique latine et Caraïbes
- Argentine, Argentina Trade and Cultural Office, à Taipei
- Brésil, Commercial Office of Brazil to Taipei, à Taipei
- Chili, Chilean Trade Office, à Taipei
- Mexique, Mexican Trade Services Documentation and Cultural Office, à Taipei
- Pérou, Commercial Office of Peru in Taipei, à Taipei

### Asie de l'Est et Pacifique
- Australie, Australian Office, à Taipei
- Brunei, Brunei Darussalam Trade and Tourism Office in Taipei, à Taipei
- Corée du Sud, Korean Mission in Taipei, à Taipei
- Inde, India-Taipei Association, à Taipei
- Indonésie, Indonesian Economic and Trade Office to Taipei, à Taipei
- Japon, Japan-Taiwan Exchange Association, Taipei Office, à Taipei
- Malaisie, Malaysian Friendship and Trade Centre, Taipei, à Taipei
- Mongolie, Ulaanbaatar Trade and Economic Representative Office in Taipei, à Taipei
- Nouvelle-Zélande, New Zealand Commerce and Industry Office, à Taipei
- Papouasie-Nouvelle-Guinée, Papua New Guinea Trade Office in Taiwan, à Taipei
- Philippines, Manila Economic and Cultural Office, à Taipei
- Singapour, Singapore Trade Office in Taipei, à Taipei
- Thaïlande, Thailand Trade and Economic Office, à Taipei
- Viêt Nam, Vietnam Economic and Cultural Office in Taipei, à Taipei

### Asie de l'Ouest
- Arabie saoudite, Saudi Arabian Trade Office, à Taipei
- Israël, Israel Economic and Cultural Office in Taipei, à Taipei
- Jordanie, The Jordanian Commercial Office, à Taipei
- Oman, Commercial Office of the Sultanate of Oman-Taiwan, à Taipei
- Russie, Representative Office in Taipei for the Moscow-Taipei Coordination Commission on Economic and Cultural Cooperation, à Taipei
- Turquie, Turkish Trade Office in Taipei, à Taipei

### Europe
- Allemagne, German Institute Taipei, à Taipei
- Autriche, Austrian Office Taipei, à Taipei
- Belgique, Belgian Office, Taipei, à Taipei
- Danemark, The Trade Council of Denmark, Taipei, à Taipei
- Espagne, Spanish Chamber of Commerce, à Taipei
- Finlande, Finland Trade Center, à Taipei
- France, bureau français de Taipei (French Office in Taipei), à Taipei
- Hongrie, Hungarian Trade Office, Taipei, à Taipei
- Italie, Italian Economic, Trade and Cultural Promotion Office, à Taipei
- Lituanie, Lithuanian Trade Representative Office, à Taipei
- Luxembourg, Luxembourg Trade and Investment Office, Taipei, à Taipei
- Pays-Bas, Netherlands Office Taipei, à Taipei
- Pologne, Polish Office in Taipei, à Taipei
- Royaume-Uni, British Office, à Taipei
- Slovaquie, Slovak Economic and Cultural Office, Taipei, à Taipei
- Suède, The Swedish Trade & Invest Council, à Taipei
- Suisse, Trade Office of Swiss Industries, à Taipei
- Tchéquie, Czech Economic and Cultural Office, à Taipei
- Union européenne, European Economic and Trade Office, à Taipei